# Frédi és Béni, avagy a két kőkorszaki szaki
A Frédi és Béni, avagy a két kőkorszaki szaki amerikai, rajzolt szituációs komédia, amelyet a Hanna-Barbera gyártott az ABC csatorna számára. A sorozat két kőkorszaki család életét mutatja be, akik szomszédok és legjobb barátok. Eredetileg 1960. szeptember 30-tól 1966. április 1-ig sugározták főműsoridőben.
A sorozat folyamatos népszerűsége abból fakad, hogy a „modern”, 1960-as évekbeli Egyesült Államok hétköznapi problémáit a kőkorszakba helyezi. Frédi és Béni volt az első rajzfilmsorozat, amelyet főműsoridőben sugároztak, és a legsikeresebb három évtizedig, amíg A Simpson család képernyőre nem került. 2013-ban a TV Guide a Frédi és Béni, avagy a két kőkorszaki szakit minden idők legjobb televíziós rajzfilmsorozatának minősítette.

## Áttekintés
A sorozat egy komikus, szatirikus kőkorszakban játszódik, valójában az 1960-as évekbeli kertvárosi Amerika paródiája. Az epizódok cselekménye hasonlít a korszak szituációs komédiáira, így a Bedrockban élő Kovakövi és Kavicsi család a modern élet apróbb konfliktusaiba keveredik. Itt a dinoszauruszok és más rég kihalt állatok (mint kardfogú tigris, gyapjas mamut) együtt élnek az ősemberekkel.

## Történet
Miután a Tom és Jerry sikerének ellenére az MGM bezárta az animációs részlegét, William Hanna és Joseph Barbera továbbra is próbálkozott a mozikban bemutatott rajzfilmek készítésével, de végül a televízióra kezdték fektetni a hangsúlyt. Ugyan a Foxi Maxi kalandjai és a Villámpata sheriff sikeresnek bizonyult, ezeket szombat reggelenként gyereknek szánt időpontban vetítették, és televíziózáshoz egyébként sem kellett szülői kíséret, míg a Tom és Jerry felnőtteket és gyerekeket is szórakoztatott a mozikban. Annak érdekében, hogy a Hanna-Barberáról lekerüljön a „csak gyerekeknek” címke, egy rajzolt helyzetkomédiával vissza akarták nyerni a felnőtt nézőközönséget.
Számos korszakkal kísérleteztek, így megfordult Barbera és Hanna fejében a mucsai környezet, az ókori Róma, illetve gondolkoztak indiánokban és zarándokokban is, mielőtt a kőkorszak mellett döntöttek. Barbera szerint bármi jelenlegit át lehetett alakítani kőkorivá. Eredetileg a projekt a The Flagstones nevet kapta (a magyar DVD-kiadáson: Macskaköviék), és a család három főből, Frédiből, Vilmából és a fiukból, ifjabb Frédiből állt. Elkészült egy másfél perces demó, egy „őslelet a családról”, amellyel a sorozatot a tévécsatornák és a potenciális hirdetők körében reklámozták. A rövidfilm cselekményét felhasználta az első évad harmadik epizódja.
A sorozat ihletéül a The Honeymooners szolgált, amit egyúttal parodizált is. William Hanna szerint a The Honeymooners volt akkoriban a legsikeresebb és szerinte a legviccesebb sorozat, a karakterei nagyszerűek voltak. Ugyan Hanna szerint a Frédi és Béni számára alapul szolgált, ellenben Joseph Barbera tagadta ezeket az állításokat, azonban úgy érezte, ez egy bók, hogy az egyik legjobban megírt sorozatot, a The Honeymoonerst  a Frédi és Bénihez hasonlítják. Jackie Gleason, a The Honeymooners alkotója eleinte perrel fenyegette a Hanna-Barberát, azonban nem akart „az a fickó lenni, aki leperelte Kovakövi Frédit a képernyőkről”.
Miután az ABC megvásárolta a sorozat ötletét, és gyártásba kezdtek, az eredetileg tervezett The Flagstones címet megváltoztatták, mert egyezett egy képregény szereplőinek vezetéknevével. Végül a The Flintstones mellett döntöttek, és elvetették ifjabb Frédi ötletét, így Frédi és Vilma eredetileg gyermektelen házaspárt alkotott. Annak ellenére, hogy ez egy kőkorszakban játszódó rajzfilmsorozat, a Frédi és Bénit eredetileg felnőtt nézőközönségnek szánták, ami a korszakbeli főműsoridős szitkomokhoz való hasonlóságban nyilvánul meg, beleértve a forgatókönyvet és a háttérnevetést. Ennek érdekében Hanna-Barbera számos élőszereplős sorozatokra specializálódott írót alkalmazott, de nem hanyagolta el a hagyományos rajzfilmforgatókönyv-írókat sem.
Végül a The Flintstones 1960. szeptember 30-án került adásba 20:30-kor, és hamar sikert aratott. Ez volt az első televíziós rajzfilm, amiben egy házaspár azonos ágyban aludt (összehasonlításképpen az első élőszereplős sorozat ebből a szempontból az amerikai történelem első szituációs komédiája volt, az 1947-es Mary Kay and Johnny). Az első két évadot a Winston cigaretta szponzorálta, ennek érdekében a szereplők számos Winston reklámban megjelentek, és az epizódokba is integráltak hirdetéseket.
A harmadik évad során Hanna és Barbera úgy döntött, hogy Frédinek és Vilmának gyereket kellene vállalnia. Eredetileg egy fiút terveztek, azonban a marketingesek meggyőzték, hogy a kislánybabák kelendőbbek, mint a kisfiúbabák. Míg a Frédi és Béni egyes epizódjainak cselekménye nem függött össze, Hanna-Barbera Enikő születését folytatásos történetmeséléssel mutatta be. A 3. évad 19. részében, a Dajkakalamajka című epizódban Vilma bejelenti, hogy várandós, és 4 résszel később, a A próbapapa című epizódban Enikő megszületik. Ezt követően a Winston megszüntette a szponzorációját, és a sorozat a fiatalabb nézőket is bevonzotta. A negyedik évadban hasonló folytatásos történetmesélés következtében Kavicsiék örökbe fogadják Benőkét (ezáltal a Frédi és Béni az első animációs sorozat lett, amely a meddőség kérdését szerepelteti).
A sorozatot Magyarországon a Magyar Televízió 1966 novemberétől sugározta. Széles körű ismertségét annak köszönheti, hogy a klasszikus magyar változat szövegét Romhányi József írta és szemben az eredetivel, végig rímekbe szedett és nyelvi játékokkal tűzdelt párbeszédek festik alá a képsorokat. Ebben a változatban Csákányi László szólaltatta meg Frédit, Psota Irén Vilmát, Márkus László Bénit és Váradi Hédi Irmát. Romhányi szövegei a magyar beszélt kultúra részeivé váltak. Egy városi legenda szerint Romhányi fordítása annyira jól sikerült, hogy az amerikai változatot újraszinkronizálták Romhányi szövegei után, azonban ezt sem megerősíteni sem cáfolni nem sikerült, de az tény, hogy a 60-as években készültek külföldre diafilmek Romhányi szövegfordításával.
Az 1990-es években a ZOOM Kft., amely rengeteg Hanna-Barbera-sorozatot és filmet forgalmazott akkoriban, ugyan néhány epizódot és filmet kiadott klasszikus szinkronnal, de egy újabb szinkronváltozatot készített. Ez a változat nélkülözte a rímeket, és a négy főszereplőt, Frédit, Vilmát, Bénit és Irmát Kránitz Lajos, Kocsis Mariann, Kerekes József és Jani Ildikó szólaltatta meg.
Miután a Turner Broadcasting System megvásárolta a Hanna-Barberát, és elindította a Cartoon Networköt, Magyarországon 2003-ig az európai adásváltozatot lehetett fogni angolul. 2003-ban Magyarország kivált Cartoon Network Európából a lengyelekkel és a románokkal együtt, így megalakult a Cartoon Network Közép- és Kelet-Európa. Azonban arra, hogy Frédi és Béni magyarul szólaljon meg, 2004 nyaráig kellett várni. Mivel a Magyar Televízió nem készítette el az összes epizód magyar változatát, és azok közül is sok elveszett a Magyar Televízió archívumából, a Cartoon Networkön egy újabb szinkronváltozatot tűztek műsorra, amelyet a Mafilm Audio Kft. készített. Frédit, Vilmát, Bénit és Irmát Papp János, Für Anikó, Mikó István és Pogány Judit szólaltatta meg. Ebben a szinkronban, a Magyar Televízió által elkészíttetett szinkronhoz hasonlóan, a magyar szöveg rímekbe szedve, nyelvi játékokkal íródott, Speier Dávid által.

## Folytatás
Miután a Frédi és Bénit 1966-ban elkaszálták, számos folytatás készült a sorozat alapján. 1966. augusztus 3-án a Columbia Pictures bemutatta a mozikban a Frédi, a csempész-rendész című egész estés zenei kémfilmet, ami James Bondot parodizálja ki. A filmet Magyarországon klasszikus szinkronnal a Magyar Televízió mutatta be 1978. június 18-án, ezt a változatot a ZOOM Kft. VHS-en kiadta és forgalmazta. 2008. június 6-án a filmet kiadták DVD-n, amin a film a klasszikus és újabb szinkronváltozattal szerepel, utóbbit a Mafilm Audio Kft. készítette.

### Televíziós sorozatok
- The Pebbles and Bamm-Bamm Show (1971–72) (egy évad)
- The Flintstone Comedy Hour (1972–73) (egy évad)
- The Flintstone Comedy Show (1973–74) (összeállítás)
- Fred Flintstone and Friends (1977–78) (összeállítás)
- Az új Frédi és Béni show (1979) (két évad)
- Fred and Barney Meet The Thing (1979) (egy évad)
- Fred and Barney Meet the Shmoo (1979–80) (egy évad)
- The Flintstone Comedy Show (1980–82) (két évad)
- The Flintstone Funnies (1982–84) (egy évad)
- Frédi és Béni, avagy a kőkorszaki buli (1986–88) (két évad)
- Micsoda rajzfilm! – Dínó szereplésével: Stay Out! (1995) és Dino: The Great Egg-Scape (1997)
- Cave Kids (1996) (1 évad)

### Moziban bemutatott egész estés film
- Frédi, a csempész-rendész (1966, Columbia Pictures)

### Televíziós különkiadások
- The Flintstones on Ice (1973)
- Energy: A National Issue (1977)
- Kőkorszaki karácsony (1977)
- The Flintstones: Little Big League (1978)
- A Flintstone család: Kőkorszaki horrordili (1979)
- A szomszéd fűje mindig szörnyebb (1980)
- Frédi és a haláli buli (1980)
- Vilma, a pöröly, vele ne pörölj! (1981)
- Lealáz a futóláz (1981)
- The Flintstones' 25th Anniversary Celebration (1986)
- Frédi és Béni, avagy a kőkorszaki buli: Mondj nemet! (1988)
- Hanna-Barbera's 50th: A Yabba Dabba Doo Celebration (1989)
- A Flintstone Family Christmas (1993)

### Televízióban bemutatott filmek
- Frédi, Béni és a Jetson család: Jövőben, menőben az időben (1987)
- Ásó, kapa, ürömapa vagy így lesz az ősember nős ember (1993)
- Hollyrock-a-Bye Baby (1993)
- Frédi és Béni: Karácsonyi harácsoló (1994)
- The Flintstones: On the Rocks (2001)

## Zene
Az első két évad főcímzenéje eredetileg egy hangszeres dal, a Rise and Shine, ami Frédi munkából való hazatérését kíséri. Mivel a dal a Bolondos dallamok szereplőit felsorakoztató The Bugs Bunny Show főcímzenéjéhez hasonlít, amit akkoriban sugároztak az ABC-n, a Frédi és Béni főcímdalát megváltoztatták a harmadik évadtól a népszerű Meet the Flintstones című dalra, amit egy 22 főből álló big banddel és a Randy Van Horne énekesekkel vettek fel, a dalt Beethoven 17. zongoraszonátájának 2. tétele ihlette. Későbbi ismétlésekkor illetve a VHS-kiadásokon az első két évad főcímét felváltotta a Meet the Flintstones. A zenei aláfestést Hoyt Curtin készítette a sorozat első 5 évadában, míg a 6. évadban Ted Nichols.
Magyarországon a klasszikus szinkron nem tartalmazta az eredeti változat zenéit és hangeffektjeit. A Rise and Shine főcímdallal ellátott epizódjainál a magyar változatban Eddy Osborn Barbara polkája hallható, míg a Meet the Flintstonest egy olyan énekmentes verzió helyettesíti, amit a szinkronizálás során vettek fel. A Mafilm Audio Kft. lefordította a főcímzenét, míg a ZOOM Kft. kiadásaiban a Meet the Flintstones angolul hallható.

## Szereplők
| Szereplő neve                                 | Szereplő neve           | Eredeti hang                                           | Magyar hangja | Magyar hangja                        | Magyar hangja |
| Magyarul                                      | Angolul                 | Eredeti hang                                           | 1. magyar szinkron (MTV, 1969-1980) | 2. magyar szinkron (ZOOM, 1992-1994) | 3. magyar szinkron (Mafilm Audio, 2004-2006) |
| --------------------------------------------- | ----------------------- | ------------------------------------------------------ | --- | ------------------------------------ | --- |
| Kovakövi Frédi                                | Fred Flintstone         | Alan Reed                                              | Csákányi László | Kránitz Lajos                        | Papp János |
| Kavicsi Béni                                  | Barney Rubble           | Mel Blanc Daws Butler (2. évad 5 része)                | Márkus László | Kerekes József                       | Mikó István |
| Kovakövi Vilma                                | Wilma Flintstone        | Jean Vander Pyl                                        | Psota Irén | Kocsis Mariann                       | Für Anikó |
| Kavicsi Irma                                  | Betty Rubble            | Bea Benaderet (1-4. évad) Gerry Johnson (5-6. évad)    | Váradi Hédi | Jani Ildikó                          | Pogány Judit |
| Kovakövi Enikő                                | Pebbles                 | Jean Vander Pyl                                        | Havas Gertrúd | Somlai Edina                         | Bíró Anikó |
| Kavicsi Benő                                  | Bam Bam                 | Don Messick                                            | ? (1977) Balogh Judit (1980) | N/A                                  | Molnár Levente |
| Kőkobaki úr                                   | Mr. Slate               | John Stephenson                                        | Velenczey István (39. részben) Alfonzó Képessy József (1977) Kautzky József (1980)                                                                                          | Kardos Gábor                         | Tolnai Miklós |
| Dinó                                          | Dino                    | Mel Blanc                                              | Szuhay Balázs | Bartucz Attila                       | Szokol Péter |
| Hoppy                                         | Hoppy                   | Don Messick                                            | Rátonyi Hajni | N/A                                  | Kapácsy Miklós |
| Oszkár (1. szo) Arnold (2. szo)               | Arnold                  | Don Messick                                            | Dózsa László (68. és 90. részben) Varanyi Lajos (113. részben) | –                                    | Fekete Zoltán |
| Vilma anyja (anyós)                           | Pearl Slaghoople        | Verna Felton Janet Waldo                               | Fónay Márta (1971) Tábori Nóra | –                                    | Bókai Mária |
| Gizmo                                         | The Great Gazoo         | Harvey Korman                                          | – | –                                    | Seszták Szabolcs |
| Kőfej Csöpi (1. szo) Fenőkövi Orbán (2. szo)  | Joe Rockhead            | Daws Butler Hal Smith John Stephenson Don Messick      | ? (7. részben) Szatmári István (54. részben) Csurka László (64. részben) Ungváry László (90. részben) Pataky Imre (109. részben) Juhász Tóth Frigyes (114. és 124. részben) | –                                    | Ifj. Jászai László (1. évadban) Galbenisz Tomasz (54. részben) Pálfai Péter (64. részben) Vizy György (90. részben) Rudas István (4-5. évadban) |
| Edna                                          | Edna                    | N/A                                                    | N/A | –                                    | Keönch Anna |
| 88 ujjú                                       | 88 Fingers Louie        | Daws Butler                                            | – | –                                    | Cs. Németh Lajos |
| Harc közvetítő                                | Fight Announcer         | Daws Butler                                            | N/A | –                                    | Vizy György |
| Ruha készítő                                  | Dressmaker              | Bea Benaderet                                          | – | Némedi Mari                          | Némedi Mari |
| Zsazsa                                        | Zaza                    | Jean Vander Pyl                                        | – | Koffler Gizi                         | N/A |
| nincs magyar neve                             | Shelly                  | Mel Blanc                                              | – | Imre István                          | N/A |
| Csodacsőr Hannigan                            | Hot Lips Hannigan       | Jerry Mann                                             | – | Vajda László                         | Maróti Gábor |
| Oszkár                                        | Charlie                 | Michael Rye                                            | – | Forgács Gábor                        | Csuja Imre |
| Rendőrségi bemondó                            | Police Announcer        | Michael Rye                                            | – | N/A                                  | N/A |
| Szomszéd                                      | Neighbor                | Hal Smith                                              | – | Kardos Gábor                         | Hegedűs Miklós |
| Mikulás                                       | Santa Claus             | Hal Smith                                              | – | Simon György                         | Szélyes Imre |
| ?                                             | Mr. Macyrock            | Mel Blanc                                              | – | Kardos Gábor                         | Hollósi Frigyes |
| Barna ruhás Gyula                             | Brown Clothe Charlie    | John Stephenson                                        | – | –                                    | Rudas István |
| Vezérökör (1. szo) Főtulok (2. szo)           | Grand Poobah            | Doug Young                                             | Siménfalvy Sándor (39. részben) Horváth Gyula | –                                    | Faragó András Áron László Hollósi Frigyes Gruber Hugó (111. részben) Szersén Gyula (118. részben)                                               |
| Véres Dénes                                   | Big Louie               | Leo DeLyon                                             | Bárdy György | –                                    | Melis Gábor |
| Filmrendező                                   | Manager                 | Hal Smith                                              | Bárdy György | –                                    | Kassai Károly |
| Fogorvos                                      | Dentist                 | Hal Smith                                              | Képessy József | –                                    | Makay Sándor |
| Ezredes                                       | Colonel                 | Hal Smith                                              | – | –                                    | Dobránszky Zoltán (1. évadban) |
| Tex bácsi                                     | Uncle Tex               | Hal Smith                                              | Tyll Attila (69. részben) | –                                    | Makay Sándor (69. részben) Versényi László (136. részben)                                                                                       |
| Kő-gazdag Gedeon                              | Melville J. Muchrocks   | Hal Smith                                              | Rajz János | –                                    | Versényi László |
| Jeromos                                       | Tumbleweed Hardrock     | Hal Smith                                              | Major Tamás | –                                    | Perlaki István |
| Méri                                          | Mary Lou Jim            | Bea Benaderet                                          | Tábori Nóra | –                                    | Bókai Mária |
| Hivatalnokok                                  | Clerks                  | Frank Nelson                                           | N/A | –                                    | Galbenisz Tomasz ? |
| Boksz elősegítő                               | Boxing Promoter         | Mel Blanc                                              | N/A | –                                    | N/A |
| Aréna közvetítő                               | Ring Announcer          | Alan Reed                                              | N/A | –                                    | N/A |
| Őrmesterek                                    | Sergeants               | Daws Butler John Stephenson                            | N/A | –                                    | N/A |
| Banki ügyfél                                  | Bank Costumer           | June Foray                                             | N/A | –                                    | N/A |
| Bemondók                                      | Announcers              | Hal Smith Jerry Mann                                   | N/A | –                                    | Mihályi Győző ? |
| Zsaruk                                        | Cops                    | Doug Young Daws Butler John Stephenson Howard Morris   | Soós László (3. részben) | –                                    | N/A |
| Madár                                         | Bird                    | Howard Morris                                          | – | –                                    | Szokol Péter |
| Kvarcos                                       | Quartz                  | Allan Melvin                                           | – | –                                    | Galbenisz Tomasz |
| Lóden Oszkár                                  | Bony Hurdle             | Allan Melvin                                           | – | –                                    | N/A |
| Kísérő                                        | Attendant               | Henry Corden                                           | – | –                                    | N/A |
| Gépelő madár                                  | Typer Bird              | N/A                                                    | Pálos Zsuzsa | –                                    | Szokol Péter |
| Csókos tolvaj felesége                        | Kissing Burglar's Wife  | Bea Benaderet                                          | Tábori Nóra | –                                    | Várnagy Katalin |
| Oszkár felesége                               | Henry's Wife            | Jean Vander Pyl                                        | Benkő Márta | –                                    | Kocsis Mariann |
| Kőkobaki Lujza                                | Mrs. Slate              | Jean Vander Pyl                                        | Galambos Erzsi | –                                    | N/A |
| Oszkár                                        | Henry                   | Howard Morris                                          | Makay Sándor | –                                    | Lippai László |
| Csókos tolvaj                                 | Kissing Burglar         | Howard Morris                                          | Szabó Ottó | –                                    | Háda János |
| Sziklai Szilárd                               | Robert (Bobby) Rockley  | Howard Morris                                          | Szombathy Gyula | –                                    | Görög László |
| Férfiak                                       | Mans                    | Jerry Mann Daws Butler Mel Blanc John Stephenson       | N/A | Bolba Tamás                          | Seder Gábor (2. részben) |
| Lányok                                        | Girls                   | Bea Benaderet Jean Vander Pyl                          | – | N/A                                  | Molnár Ilona (2. részben) Oláh Orsolya (2. részben) ? (2. részben)                                                                              |
| Rendőr őrmester                               | Police Sergeant         | N/A                                                    | – | Móni Ottó                            | Zágoni Zsolt |
| Srácok                                        | Guys                    | Michael Rye John Stephenson                            | – | Kardos Gábor Imre István             | N/A |
| Oszkár barátja                                | Charlie's Friend        | N/A                                                    | – | Kardos Gábor                         | Dobránszky Zoltán |
| Stupidill Edgár (1. szo) Bazalt Béla (2. szo) | Mr. Boulder             | Frank Nelson                                           | – | Horkai János                         | Vizy György |
| Keménykövi úr (1. szo) Szikla úr (2. szo)     | Rocky Stone             | Frank Nelson                                           | – | Perlaki István                       | Lázár Sándor |
| Orvosok                                       | Doctors                 | Howard McNear John Stephenson Don Messick Henry Corden | Gyenge Árpád (1974) Szabó Ottó (1977) Miklósy György (1980) | Pataky Imre                          | Maróti Gábor Botár Endre Versényi László Szersén Gyula Pálfai Péter Cs. Németh Lajos                                                            |
| Rendező                                       | Director                | Jerry Mann                                             | N/A | –                                    | N/A |
| ?                                             | Mr. Sandstone           | Bob Hopkins                                            | N/A | –                                    | N/A |
| ?                                             | Gary Granite            | Bob Hopkins                                            | N/A | –                                    | N/A |
| Rádió hangja                                  | Radio Voice             | Bea Benaderet                                          | N/A | –                                    | N/A |
| Reptéri bemondó                               | Airport Announcer       | Mel Blanc                                              | Elekes Pál | –                                    | N/A |
| Rajongó                                       | Fan                     | N/A                                                    | N/A | –                                    | N/A |
| Hallgatók                                     | Auditioners             | N/A                                                    | N/A | –                                    | N/A |
| ?                                             | Prop Man                | N/A                                                    | N/A | –                                    | N/A |
| Autó duda                                     | Carn Horn               | N/A                                                    | N/A | –                                    | N/A |
| ?                                             | Ms. Pebble              | N/A                                                    | N/A | –                                    | N/A |
| Márga úr                                      | Mr. Granite             | Paul Fress                                             | N/A | –                                    | Tolnai Miklós |
| TV bemondók                                   | TV Announcers           | Paul Fress Jerry Mann                                  | N/A | –                                    | Vizy György Kajtár Róbert |
| Lester                                        | Lester                  | Daws Butler                                            | N/A | –                                    | N/A |
| Bill                                          | Bill                    | Daws Butler                                            | N/A | –                                    | Kapácsy Miklós |
| Tűzoltó                                       | Fireman                 | Daws Butler                                            | N/A | –                                    | Katona Zoltán |
| Tűzoltóparancsnok                             | Fireman Chief           | Don Messick                                            | N/A | –                                    | Hegedűs Miklós |
| ?                                             | Doc                     | Don Messick                                            | – | –                                    | N/A |
| ?                                             | P. A. Announcer         | Hal Smith                                              | – | –                                    | N/A |
| ?                                             | Dan                     | Hal Smith                                              | – | –                                    | N/A |
| Eladó                                         | Seller                  | Hal Smith                                              | – | –                                    | Papucsek Vilmos |
| Ezredesek                                     | Colonels                | Hal Smith ?                                            | – | –                                    | Kajtár Róbert |
| Frédi főnökei                                 | Fred's Bosses           | Mel Blanc ?                                            | – | –                                    | Kardos Gábor Tolnai Miklós |
| Lóri                                          | Herman                  | N/A                                                    | – | –                                    | Katona Zoltán |
| Ripacs                                        | Mugger                  | N/A                                                    | – | –                                    | N/A |
| ?                                             | Mr. Slade               | N/A                                                    | – | –                                    | N/A |
| Bankár                                        | Banker                  | N/A                                                    | N/A | –                                    | Pálfai Péter |
| Étterem tulajdonos                            | Restaurant Owner        | N/A                                                    | N/A | –                                    | Breyer Zoltán |
| Daisy                                         | Daisy                   | Ginny Tyler                                            | N/A | –                                    | Oláh Orsolya |
| Gwen                                          | Gwen                    | Nancy Wible                                            | N/A | –                                    | Keönch Anna |
| Pártfogó                                      | Patron                  | Hal Smith                                              | N/A | –                                    | N/A |
| Szemeteskocsi sofőr                           | Garbage Truck Driver    | Mel Blanc                                              | N/A | –                                    | Rudas István |
| Producer helyettes                            | Assistant Producer      | Mel Blanc                                              | N/A | –                                    | N/A |
| Őrmester                                      | Sergeant                | John Stephenson                                        | – | –                                    | Versényi László |
| Lottó közvetítő                               | Lottery Announcer       | John Stephenson                                        | – | –                                    | Garai Róbert |
| Idős úr                                       | Old Man                 | John Stephenson                                        | – | –                                    | Várday Zoltán |
| Golf közvetítő                                | Golf Announcer          | John Stephenson                                        | N/A | –                                    | N/A |
| Elnök                                         | Chairman                | John Stephenson                                        | N/A | –                                    | N/A |
| Charlie a táncos                              | Charlie the Dancer      | John Stephenson                                        | N/A | –                                    | N/A |
| ?                                             | Mr. Slade's Son         | N/A                                                    | N/A | –                                    | N/A |
| ?                                             | Mr. Slade's Daughter    | N/A                                                    | N/A | –                                    | N/A |
| Irma papagája                                 | Betty's Bird            | N/A                                                    | N/A | –                                    | Szokol Péter |
| Pilóták                                       | Pilots                  | N/A                                                    | N/A | –                                    | N/A |
| Bill a színész                                | Bill the Actor          | N/A                                                    | N/A | –                                    | N/A |
| Golfozó                                       | Golfer                  | N/A                                                    | N/A | –                                    | N/A |
| Eddie a grillező srác                         | Eddie the Grill Guy     | N/A                                                    | N/A | –                                    | N/A |
| Parti srácok                                  | Party Guys              | N/A                                                    | N/A | –                                    | N/A |
| Rögzítő majom                                 | Record Monkey           | N/A                                                    | N/A | –                                    | N/A |
| Rögzítő madár                                 | Record Bird             | N/A                                                    | N/A | –                                    | N/A |
| Hentesek                                      | Butchers                | Hal Smith Jerry Mann                                   | ? (13. részben) – | –                                    | Rudas István (13. részben) Várday Zoltán (18. részben)                                                                                          |
| Mesmo                                         | Mesmo                   | Jerry Mann                                             | – | –                                    | Vizy György |
| Linkőczy                                      | J. Montague Gypsum      | N/A                                                    | – | –                                    | Pusztaszeri Kornél |
| Herkureccs                                    | Hercurock               | N/A                                                    | – | –                                    | N/A |
| Harcművészeti tanár                           | Martial Arts Teacher    | Mel Blanc                                              | – | –                                    | Lippai László |
| Csavargó                                      | Prowler                 | Alan Reed                                              | – | –                                    | Faragó András |
| Fiúk                                          | Boys                    | Jerry Mann ?                                           | N/A | –                                    | N/A |
| Főnök                                         | Boss                    | Jerry Mann                                             | N/A | –                                    | N/A |
| Rádió közvetítő                               | Radio Announcer         | Jerry Mann                                             | N/A | –                                    | N/A |
| Közvetítő                                     | Announcer               | John Stephenson                                        | Fillár István | –                                    | N/A |
| Doktor Agyari                                 | Dr. Ben Cavity          | John Stephenson                                        | Dobránszky Zoltán | –                                    | Viczián Ottó |
| Ügynök                                        | Agent                   | Herschel Bernardi                                      | Horváth Pál | –                                    | N/A |
| Beosztott                                     | Junior                  | Don Messick                                            | – | –                                    | N/A |
| Újságos fiú                                   | Paperboy                | Jean Vander Pyl                                        | – | –                                    | N/A |
| ?                                             | Sportcaster             | Hal Smith                                              | – | –                                    | N/A |
| Kapcsolótábla kezelő                          | Switch Board Operator   | Bea Benaderet                                          | – | –                                    | N/A |
| Pénztárosok                                   | Cashiers                | Mel Blanc Jerry Mann                                   | – | –                                    | Várday Zoltán Gardi Tamás |
| Majom                                         | Monkey                  | Mel Blanc                                              | – | Bolba Tamás                          | N/A |
| Kiszúrni Leó                                  | Leo Ferocious           | Mel Blanc                                              | – | Gruber Hugó                          | Kardos Gábor |
| ?                                             | Catcher                 | John Stephenson                                        | – | N/A                                  | N/A |
| Játékvezető                                   | Umpire                  | John Stephenson                                        | – | N/A                                  | N/A |
| ?                                             | Casey                   | John Stephenson                                        | – | N/A                                  | N/A |
| Elefánt                                       | Elephant                | Daws Butler                                            | – | Garai Róbert                         | Seder Gábor |
| Fotós                                         | Photographer            | Daws Butler                                            | – | Rudas István                         | Schnell Ádám |
| Buszvezető                                    | Bus Driver              | Daws Butler                                            | – | Pataky Imre                          | Kardos Gábor |
| Aranyrögi úr                                  | Mr. Goldbrick           | Daws Butler                                            | – | Kardos Gábor                         | Cs. Németh Lajos |
| Hotdogosok                                    | Hot Dog Vendors         | Don Messick John Stephenson                            | Kaló Flórián (40. részben) | Soós László                          | Pálfai Péter |
| Márga Anna                                    | Ann-Margrock            | Ann-Margret                                            | Szabó Éva | –                                    | Náray Erika |
| nincs magyar neve                             | Monte                   | Henry Corden                                           | Deák B. Ferenc | –                                    | N/A |
| Agyagpala                                     | Shale                   | Henry Corden                                           | Győrffy György | –                                    | Kardos Gábor |
| nincs magyar neve                             | Manny                   | Henry Corden                                           | Sallai Tibor | –                                    | Lippai László |
| Epekövi úr                                    | Mr. Loudrock            | Henry Corden                                           | – | Csíkos Gábor                         | Szombathy Gyula |
| Portás                                        | Doorman                 | Don Messick                                            | – | Garai Róbert                         | Mikula Sándor |
| Gyerekek                                      | Kids                    | Dick Beals                                             | – | N/A                                  | N/A |
| Karácsonyi manók                              | Elfs                    | Dick Beals Doug Young                                  | – | Kocsis György Végh Péter             | N/A |
| nincs magyar neve                             | Jimmy Darrock           | James Darren                                           | – | N/A                                  | N/A |
| Recepciós                                     | Desk Clerk              | Mel Blanc                                              | – | N/A                                  | N/A |
| nincs magyar neve                             | AI                      | Howard Morris                                          | – | N/A                                  | N/A |
| ?                                             | Gravel                  | Doug Young                                             | N/A | –                                    | N/A |
| nincs magyar neve                             | Jack                    | Doug Young                                             | Bata János | –                                    | Katona Zoltán |
| Király                                        | King                    | John Stephenson                                        | N/A | –                                    | N/A |
| nincs magyar neve                             | John                    | Leo DeLyon                                             | N/A | –                                    | N/A |
| nincs magyar neve                             | Charles                 | Leo DeLyon                                             | N/A | –                                    | N/A |
| nincs magyar neve                             | Lucky                   | Leo DeLyon                                             | N/A | –                                    | N/A |
| nincs magyar neve                             | Lodge Member            | Leo DeLyon                                             | Szoó György | –                                    | Versényi László |
| nincs magyar neve                             | Cookie                  | Bea Benaderet                                          | N/A | –                                    | N/A |
| Lányok a szépségversenyen                     | Girls in Beauty Contest | Bea Benaderet                                          | N/A | –                                    | N/A |
| Vízvezeték szerelő                            | Plumber                 | Mel Blanc                                              | Siménfalvy Sándor | –                                    | Rudas István |
| Maszkai Oszkár                                | Mortimer Stoneface      | Don Messick                                            | Ungváry László | –                                    | N/A |
| Agykövi ökör                                  | Brother Quartz          | Don Messick                                            | Domahidy László | –                                    | Beratin Gábor |
| nincs magyar neve                             | Moe                     | Don Messick                                            | Straub Dezső | –                                    | Kerekes József |
| Sarki rendőr                                  | O'Shale                 | John Stephenson                                        | Berényi Ottó | –                                    | N/A |
| Gyula                                         | Charlie                 | John Stephenson                                        | Horváth Gyula | –                                    | Várday Zoltán |
| Lujza                                         | Dagmar                  | Sandra Gould                                           | Schubert Éva | –                                    | N/A |
| Ruhacsipeszes madarak                         | ?                       | N/A                                                    | Szuhay Balázs Telessy Györgyi | –                                    | N/A |
| Ébresztőórás madár                            | ?                       | N/A                                                    | Lorán Lenke | –                                    | N/A |
| Főcímdalt éneklő                              | Theme song singer       | N/A                                                    | – | eredeti nyelven                      | N/A |

- További magyar hangok (1. magyar szinkronban, 1969 és 1977 között): Balázs Péter, Benkő Gyula, Bujtor István, Csurka László, Czigány Judit, Dömsödi János, Elekes Pál, Esztergályos Cecília, Faragó Vera, Farkas Antal, Fónay Márta, Gyenge Árpád, Győrffy György, Győri Ilona, Hacser Józsa, Horkai János, Horváth Gyula, Horváth Pál, Juhász Tóth Frigyes, Kautzky József, Képessy József, Kern András, Kósa András, Láng József, Lorán Lenke, Maros Gábor, Miklósy György, Náray Teri, Pápai Erzsi, Pataky Imre, Pathó István, Pethes Sándor, Raksányi Gellért, Siménfalvy Sándor, Szabó Éva, Szatmári István, Szombathy Gyula, Szoó György, Szögi Arany, Tábori Nóra, Telessy Györgyi, Turgonyi Pál, Ungváry László, Vay Ilus, Végvári Tamás, Velenczey István
- További magyar hangok (1. magyar szinkronban, 1980-ban (maradék részek)): Balogh Emese, Báró Anna, Benkő Márta, Borbás Gabi, Csala Zsuzsa, Deák B. Ferenc, Domahidy László, Elekes Pál, Esztergályos Cecília, Fónay Márta, Győrffy György, Haumann Péter, Horváth Gyula, Horváth Tivadar, Kaló Flórián, Kautzky József, Miklósy György, Náray Teri, Pápai Erzsi, Siménfalvy Sándor, Szatmári István, Szemes Mari, Tábori Nóra, Varanyi Lajos, Vay Ilus, Verebély Iván
- További magyar hangok (2. magyar szinkronban, 1992-1994 között (válogatott részek)): Antal László, Garai Róbert, Kardos Gábor, Pataky Imre, Soós László, Szokol Péter
- További magyar hangok (3. magyar szinkronban, 2004 és 2006 között (teljes évad)): Áron László, Bácskai János, Baráth István, Bardóczy Attila, Bata János (Enyves), Beratin Gábor, Berkes Bence, Bognár Tamás, Bolla Róbert, Botár Endre, Breyer Zoltán, Faragó András, Fésűs Bea, Forgács Gábor, Gardi Tamás, Görög László, Gruber Hugó, Hegedűs Miklós, Jakab Csaba, Jelinek Márk, Józsa Imre, Kántor Kitty, Kapácsy Miklós, Kardos Gábor, Kassai Ilona, Kassai Károly, Kerekes József, Koffler Gizi, Lázár Erika, Lázár Sándor, Mihályi Győző (Dr. Fankostein), Molnár Ilona, Náray Erika, Némedi Mari, Oláh Orsolya, Pálfai Péter, Pálmai Szabolcs, Papucsek Vilmos, Pusztaszeri Kornél, Rudas István, Schnell Ádám, Seder Gábor, Simon Eszter, Szersén Gyula, Sztarenki Pál, Uri István, Talmács Márta, Törtei Tünde, Várday Zoltán, Varga Tamás, Várkonyi András, Várnagy Katalin, Végh Ferenc, Verebély Iván, Viczián Ottó, Vizy György, Zsigmond Tamara

## Szinkronstáb
Az 1. szinkron munkatársai
- Magyar szöveg: Romhányi József
- Hangmérnök: Schelb Gyula, Herczeg László, Pintér József, Bélai István, Láng Noémi, Zentai János
- Rendezőasszisztens: Bajor Edit, Andor Péter, Bursi Katalin, Kiss Beáta
- Vágó: Zöld Zsófia, Pozsonyi Aloma, Paál Géza
- Gyártásvezető: Terbócz Tamásné, Zalay Viktória, Tomasevics Zorka
- Zenei szerkesztő: Nánási Katalin
- Szinkronrendező: Gerhardt Pál, Bajor Edit, Moldoványi József
- Felolvasó:  Elekes Pál
- Szinkronstúdió: Magyar Televízió, Pannónia Filmstúdió
- Megrendelő: Magyar Televízió

A 2. szinkron munkatársai
- Magyar szöveg: Pethő Emmi
- Hangmérnök: Hidvégi Zoltán
- Rendezőasszisztens: Nándori István
- Vágó: -
- Gyártásvezető: Rózsavölgyi Ilona
- Szinkronrendező: Kiss Lajos
- Felolvasó: Bozai József
- Szinkronstúdió: Hidivox Stúdió
- Megrendelő és forgalmazó: Zoom Kft.

A 3. szinkron munkatársai
- Magyar szöveg: Speier Dávid, Asztalos József, Rigó Béla, Stern Gábor
- Hangmérnök: Kardos Péter
- Rendezőasszisztens és vágó: Majoros Eszter, Simkóné Varga Erzsébet
- Gyártásvezető: Sarodi Tamás
- Szinkronrendező: Rehorovszky Béla
- Felolvasó: Zahorán Adrienne
- Szinkronstúdió: Mafilm Audio Kft.
- Megrendelő: TV2, Cartoon Network Magyarország

## DVD- és VHS-kiadások

### VHS-kiadások
A kazettákat a ZOOM Kft. forgalmazta.
| Kazetta címe                                             | Kiadás éve         | Epizódok/Filmek                                                                            |
| -------------------------------------------------------- | ------------------ | ------------------------------------------------------------------------------------------ |
| A Flintstone család: Első történetek                     | 1992. március      | Frédi, az előadóbűvész A szomszéd medencéje mindig mélyebb Frédikopter Behajtóstul a házba |
| Bombajó sportoló                                         | 1992. október      | Szörfrédi/Frédi, a szörffőnök Nagymenő Frédi/Frédi az NB1-ben                              |
| A férfi, akit Flintstone-nak hívnak                      | 1993. május 18.    | Klasszikus szinkronnal: Frédi, a csempész-rendész                                          |
| A Flintstone család: Kőkorszaki horrordili               | 1993. november 25. | A Flintstone család: Kőkorszaki horrordili A szomszéd fűje mindig szörnyebb                |
| Flintstone-ék, a karácsony megmentői                     | 1993. december 16. | Kovakövi karácsony/Flintstone-ék, a karácsony megmentői Maci Laci ajándéka                 |
| A Flintstone család: Subidubidú…!                        | 1994. április 28.  | Ásó, kapa, ürömapa, vagy így lesz az ősember nős ember                                     |
| A Flintstone család: Dínó, a tévésztár                   | 1994. május 26.    | Dínó Hollyrockba megy Dínó világgá megy Dínó és Júlia                                      |
| A Flintstone család: Sok bajjal jár, ha Frédi bébire vár | 1994. szeptember   | A próbapapa Csinibababáj                                                                   |
| A Flintstone család: Kőkorszakik a űrkorszakban          | 1994. október      | Frédi, Béni és a Jetson család: Jövőben, menőben az időben                                 |
| A Flintstone család: Ökörköri ökörködés                  | 1994. november     | Klasszikus szinkronnal: Igyekvő vő Hiba az Ökörkör körül Ökörköri körkép                   |

### DVD-kiadások
A második évadtól kezdve a DVD-k klasszikus szinkront is tartalmaznak, ha az adott epizódhoz készült és elérhető.
| Frédi és Béni, avagy a két kőkorszaki szaki: A teljes első évad | Frédi és Béni, avagy a két kőkorszaki szaki: A teljes első évad | Frédi és Béni, avagy a két kőkorszaki szaki: A teljes első évad |
| --- | --- | --- |
| Részletek | Részletek | Extrák |
| - Studió: Warner Bros. - Epizódok: 28 - Felbontás: 1.33:1 - Szinkron van nem egy, ha az olvasás nem megy: magyar, angol, görög (Dolby Digital Mono) - Írott támaszt ezekből választ, kit a sok betű nem fáraszt: magyar, angol, görög | - Studió: Warner Bros. - Epizódok: 28 - Felbontás: 1.33:1 - Szinkron van nem egy, ha az olvasás nem megy: magyar, angol, görög (Dolby Digital Mono) - Írott támaszt ezekből választ, kit a sok betű nem fáraszt: magyar, angol, görög | - A kőkori családrege és a rajzfilm két örege - Sok eszeveszett szerkezet - Macskaköviék, avagy egy őslelet a családról - Hirdetések, mik mentek a tévében a keletkezés évében |
| Kiadás dátuma | | - A kőkori családrege és a rajzfilm két örege - Sok eszeveszett szerkezet - Macskaköviék, avagy egy őslelet a családról - Hirdetések, mik mentek a tévében a keletkezés évében |
| Észak-Amerika | 2004. március 16. | - A kőkori családrege és a rajzfilm két örege - Sok eszeveszett szerkezet - Macskaköviék, avagy egy őslelet a családról - Hirdetések, mik mentek a tévében a keletkezés évében |
| Magyarország | 2005. szeptember 27. | - A kőkori családrege és a rajzfilm két örege - Sok eszeveszett szerkezet - Macskaköviék, avagy egy őslelet a családról - Hirdetések, mik mentek a tévében a keletkezés évében |

| Frédi és Béni, avagy a két kőkorszaki szaki: A teljes második évad | Frédi és Béni, avagy a két kőkorszaki szaki: A teljes második évad | Frédi és Béni, avagy a két kőkorszaki szaki: A teljes második évad |
| --- | --- | --- |
| Részletek | Részletek | Extrák |
| - Studió: Warner Bros. - Epizódok: 28 - Felbontás: 1.33:1 - Szinkron van nem egy, ha az olvasás nem megy: magyar, angol, portugál (Dolby Digital Mono) - Írott támaszt ezekből választ, kit a sok betű nem fáraszt: magyar, angol, portugál | - Studió: Warner Bros. - Epizódok: 28 - Felbontás: 1.33:1 - Szinkron van nem egy, ha az olvasás nem megy: magyar, angol, portugál (Dolby Digital Mono) - Írott támaszt ezekből választ, kit a sok betű nem fáraszt: magyar, angol, portugál | - Kőkemény kőregény: A széria körüli mizéria - Ők hirdettek a tévében az első adás évében - A sorozat dalai, lám, a lemezen két úr és két dáma - Egy ilyen filmnél ami hálás, az a csodás animálás - Újra él a régi képlet: így rajzolhatsz Frédi-képet |
| Kiadás dátuma | | - Kőkemény kőregény: A széria körüli mizéria - Ők hirdettek a tévében az első adás évében - A sorozat dalai, lám, a lemezen két úr és két dáma - Egy ilyen filmnél ami hálás, az a csodás animálás - Újra él a régi képlet: így rajzolhatsz Frédi-képet |
| Észak-Amerika | 2004. december 7. | - Kőkemény kőregény: A széria körüli mizéria - Ők hirdettek a tévében az első adás évében - A sorozat dalai, lám, a lemezen két úr és két dáma - Egy ilyen filmnél ami hálás, az a csodás animálás - Újra él a régi képlet: így rajzolhatsz Frédi-képet |
| Magyarország | 2005. október 18. | - Kőkemény kőregény: A széria körüli mizéria - Ők hirdettek a tévében az első adás évében - A sorozat dalai, lám, a lemezen két úr és két dáma - Egy ilyen filmnél ami hálás, az a csodás animálás - Újra él a régi képlet: így rajzolhatsz Frédi-képet |

| Frédi és Béni, avagy a két kőkorszaki szaki: A teljes harmadik évad | Frédi és Béni, avagy a két kőkorszaki szaki: A teljes harmadik évad | Frédi és Béni, avagy a két kőkorszaki szaki: A teljes harmadik évad                                     |
| --- | --- | --- |
| Részletek | Részletek | Extrák                                                                                                  |
| - Studió: Warner Bros. - Epizódok: 28 - Felbontás: 1.33:1 - Szinkron van nem egy, ha az olvasás nem megy: magyar, angol, svéd (Dolby Digital Mono) - Írott támaszt ezekből választ, kit a sok betű nem fáraszt: magyar, angol, svéd | - Studió: Warner Bros. - Epizódok: 28 - Felbontás: 1.33:1 - Szinkron van nem egy, ha az olvasás nem megy: magyar, angol, svéd (Dolby Digital Mono) - Írott támaszt ezekből választ, kit a sok betű nem fáraszt: magyar, angol, svéd | - Egy ősműgyűjtő meggyónja, hogy van fél tonna Flintstone-ja - Az ősanyók hőskora, azaz anno a nők sora |
| Kiadás dátuma | | - Egy ősműgyűjtő meggyónja, hogy van fél tonna Flintstone-ja - Az ősanyók hőskora, azaz anno a nők sora |
| Észak-Amerika | 2005. március 22. | - Egy ősműgyűjtő meggyónja, hogy van fél tonna Flintstone-ja - Az ősanyók hőskora, azaz anno a nők sora |
| Magyarország | 2005. november 15. | - Egy ősműgyűjtő meggyónja, hogy van fél tonna Flintstone-ja - Az ősanyók hőskora, azaz anno a nők sora |

| Frédi és Béni, avagy a két kőkorszaki szaki: A teljes negyedik évad | Frédi és Béni, avagy a két kőkorszaki szaki: A teljes negyedik évad | Frédi és Béni, avagy a két kőkorszaki szaki: A teljes negyedik évad |
| --- | --- | --- |
| Részletek | Részletek | Extrák |
| - Studió: Warner Bros. - Epizódok: 26 - Felbontás: 1.33:1 - Szinkron van nem egy, ha az olvasás nem megy: magyar, angol, lengyel (Dolby Digital Mono) - Írott támaszt ezekből választ, kit a sok betű nem fáraszt: magyar, angol, lengyel | - Studió: Warner Bros. - Epizódok: 26 - Felbontás: 1.33:1 - Szinkron van nem egy, ha az olvasás nem megy: magyar, angol, lengyel (Dolby Digital Mono) - Írott támaszt ezekből választ, kit a sok betű nem fáraszt: magyar, angol, lengyel | - Van két rajzoló és egy tudós, és olyan kis édik, hogy a filmet két részen át szöveggel kísérik: Márga Anna bemutatja/Hirtelen siker Bumm-bumm Benő/A kis Benő - Vajon ki írta meg Frédi főcímdalát, és kapott érte sok nevetést és dellát? Ő az, Hoyt Curtin, a rajzfilmzenekirály, egy dokumentumfilm neki is kijár - A Frédi és Béni tarolt, de mekkorát! Egymillió évvel előzte meg korát! És ez a rajzfilm lett az első a sorban, mely helyet kapott este a főműsorban |
| Kiadás dátuma | | - Van két rajzoló és egy tudós, és olyan kis édik, hogy a filmet két részen át szöveggel kísérik: Márga Anna bemutatja/Hirtelen siker Bumm-bumm Benő/A kis Benő - Vajon ki írta meg Frédi főcímdalát, és kapott érte sok nevetést és dellát? Ő az, Hoyt Curtin, a rajzfilmzenekirály, egy dokumentumfilm neki is kijár - A Frédi és Béni tarolt, de mekkorát! Egymillió évvel előzte meg korát! És ez a rajzfilm lett az első a sorban, mely helyet kapott este a főműsorban |
| Észak-Amerika | 2005. november 15. | - Van két rajzoló és egy tudós, és olyan kis édik, hogy a filmet két részen át szöveggel kísérik: Márga Anna bemutatja/Hirtelen siker Bumm-bumm Benő/A kis Benő - Vajon ki írta meg Frédi főcímdalát, és kapott érte sok nevetést és dellát? Ő az, Hoyt Curtin, a rajzfilmzenekirály, egy dokumentumfilm neki is kijár - A Frédi és Béni tarolt, de mekkorát! Egymillió évvel előzte meg korát! És ez a rajzfilm lett az első a sorban, mely helyet kapott este a főműsorban |
| Magyarország | 2006. május 30. | - Van két rajzoló és egy tudós, és olyan kis édik, hogy a filmet két részen át szöveggel kísérik: Márga Anna bemutatja/Hirtelen siker Bumm-bumm Benő/A kis Benő - Vajon ki írta meg Frédi főcímdalát, és kapott érte sok nevetést és dellát? Ő az, Hoyt Curtin, a rajzfilmzenekirály, egy dokumentumfilm neki is kijár - A Frédi és Béni tarolt, de mekkorát! Egymillió évvel előzte meg korát! És ez a rajzfilm lett az első a sorban, mely helyet kapott este a főműsorban |

| Frédi és Béni, avagy a két kőkorszaki szaki: A teljes ötödik évad | Frédi és Béni, avagy a két kőkorszaki szaki: A teljes ötödik évad | Frédi és Béni, avagy a két kőkorszaki szaki: A teljes ötödik évad |
| --- | --- | --- |
| Részletek | Részletek | Extrák |
| - Studió: Warner Bros. - Epizódok: 26 - Felbontás: 1.33:1 - Szinkron van nem egy, ha az olvasás nem megy: magyar, angol, lengyel (Dolby Digital Mono) - Írott támaszt ezekből választ, kit a sok betű nem fáraszt: magyar, angol, lengyel | - Studió: Warner Bros. - Epizódok: 26 - Felbontás: 1.33:1 - Szinkron van nem egy, ha az olvasás nem megy: magyar, angol, lengyel (Dolby Digital Mono) - Írott támaszt ezekből választ, kit a sok betű nem fáraszt: magyar, angol, lengyel | - Jó az ősbölcsöde, ha nem ringatnak kőbölcsőbe - Egy filmecske itt álljék, amely bemutatja, kik is Borzadályék - Hirdetések, mik mentek a tévében a keletkezés évében |
| Kiadás dátuma | | - Jó az ősbölcsöde, ha nem ringatnak kőbölcsőbe - Egy filmecske itt álljék, amely bemutatja, kik is Borzadályék - Hirdetések, mik mentek a tévében a keletkezés évében |
| Észak-Amerika | 2006. március 7. | - Jó az ősbölcsöde, ha nem ringatnak kőbölcsőbe - Egy filmecske itt álljék, amely bemutatja, kik is Borzadályék - Hirdetések, mik mentek a tévében a keletkezés évében |
| Magyarország | 2006. október 5. | - Jó az ősbölcsöde, ha nem ringatnak kőbölcsőbe - Egy filmecske itt álljék, amely bemutatja, kik is Borzadályék - Hirdetések, mik mentek a tévében a keletkezés évében |

### További megjelent DVD-k
| Frédi és Béni: Karácsonyi harácsoló | Frédi és Béni: Karácsonyi harácsoló | Frédi és Béni: Karácsonyi harácsoló                                          |
| --- | --- | ---------------------------------------------------------------------------- |
| Részletek | Részletek | Extrák                                                                       |
| - Studió: Warner Bros. - Felbontás: 1.33:1 - Szinkron van nem egy, ha az olvasás nem megy: magyar, spanyol (Dolby Digital Mono), angol, lengyel (Dolby Digital Stereo) - Írott támaszt ezekből választ, kit a sok betű nem fáraszt: magyar, angol, görög, spanyol | - Studió: Warner Bros. - Felbontás: 1.33:1 - Szinkron van nem egy, ha az olvasás nem megy: magyar, spanyol (Dolby Digital Mono), angol, lengyel (Dolby Digital Stereo) - Írott támaszt ezekből választ, kit a sok betű nem fáraszt: magyar, angol, görög, spanyol | Kovakövi karácsony/Frédi, a Télapó bónuszepizód (Christmas Flintstone, 1964) |
| Kiadás dátuma | | Kovakövi karácsony/Frédi, a Télapó bónuszepizód (Christmas Flintstone, 1964) |
| Észak-Amerika | 2007. október 2. | Kovakövi karácsony/Frédi, a Télapó bónuszepizód (Christmas Flintstone, 1964) |
| Magyarország | 2006. december 15. | Kovakövi karácsony/Frédi, a Télapó bónuszepizód (Christmas Flintstone, 1964) |

| Frédi, a csempész-rendész | Frédi, a csempész-rendész | Frédi, a csempész-rendész                                                               |
| --- | --- | --------------------------------------------------------------------------------------- |
| Részletek | Részletek | Extrák                                                                                  |
| - Studió: Warner Bros. - Felbontás: 1.33:1 - Szinkron van nem egy, ha az olvasás nem megy: magyar, angol, spanyol, cseh, orosz, olasz (Dolby Digital Mono) - Írott támaszt ezekből választ, kit a sok betű nem fáraszt: magyar, angol, cseh, orosz, olasz, spanyol | - Studió: Warner Bros. - Felbontás: 1.33:1 - Szinkron van nem egy, ha az olvasás nem megy: magyar, angol, spanyol, cseh, orosz, olasz (Dolby Digital Mono) - Írott támaszt ezekből választ, kit a sok betű nem fáraszt: magyar, angol, cseh, orosz, olasz, spanyol | A film a klasszikus, Romhányi-féle szinkronnal, és egy új szinkronnal is megtekinthető! |
| Kiadás dátuma | | A film a klasszikus, Romhányi-féle szinkronnal, és egy új szinkronnal is megtekinthető! |
| Észak-Amerika | 2008. december 2. | A film a klasszikus, Romhányi-féle szinkronnal, és egy új szinkronnal is megtekinthető! |
| Magyarország | 2008. december 9. | A film a klasszikus, Romhányi-féle szinkronnal, és egy új szinkronnal is megtekinthető! |

## Fordítás
- Ez a szócikk részben vagy egészben  a   The Flintstones című angol Wikipédia-szócikk fordításán alapul.  Az eredeti cikk szerkesztőit annak laptörténete sorolja fel. Ez a jelzés csupán a megfogalmazás eredetét és a szerzői jogokat jelzi, nem szolgál a cikkben szereplő információk forrásmegjelöléseként.